# Finback Massif
Das Finback Massif (englisch für Finnwalmassiv) ist ein rund 1000 m hohes Massiv nahe der Oskar-II.-Küste des Grahamlands auf der Antarktischen Halbinsel. Es ragt 10 km westnordwestlich des Tashtego Point zwischen dem Stubb- und dem Flask-Gletscher auf.
Das UK Antarctic Place-Names Committee gab ihm am 21. Juli 1976 in Anlehnung an die Benennung einen Namen aus dem Themenkomplex Walfang.